# انثيل غيرادو
انثيل ألدغير غيرادو هو(من مواليد 9 ديسمبر 1984) هو لاعب كرة قدم محترف يلعب مهاجمًا للنادي الإسباني الهورين دي لاتوري ‏ والمنتخب الفلبيني.

## روابط خارجية
Ángel Guirado على موقع الاتحاد الدولي (مؤرشف)  (الإنجليزية)
- Ángel Guirado على موقع قاعدة بيانات كرة القدم.إي يو (الإنجليزية)
- Ángel Guirado على موقع ناشيونال فوتبول تيمز (الإنجليزية)
- Ángel Guirado على موقع Soccerway.com (الإنجليزية)